# Collesis
Collesis là một chi bướm đêm thuộc họ Geometridae.